# Марсело Гальярдо
Марсело Гальярдо (ісп. Marcelo Gallardo, нар. 18 січня 1976, Мерло) — аргентинський футболіст, півзахисник. По завершенні ігрової кар'єри — тренер. З 2014 року очолює тренерський штаб команди «Рівер Плейт».

## Клубна кар'єра
У дорослому футболі дебютував 1992 року виступами за команду клубу «Рівер Плейт», в якій провів сім сезонів, взявши участь у 109 матчах чемпіонату. За цей час виборов титул володаря Кубка Лібертадорес.
Своєю грою за аргентинського гранда привернув увагу представників тренерського штабу «Монако», до складу якого приєднався влітку 1999 року. Відіграв за команду з Монако наступні чотири сезони своєї ігрової кар'єри. Більшість часу, проведеного у складі «Монако», був основним гравцем команди. Проте влітку 2003 року не знайшов спільної мови з тренером монегасків Дідьє Дешамом і повернувся в «Рівер Плейт», у якому допоміг команді здобути титул чемпіона Аргентини. Покинув клуб в кінці 2006 року на правах вільного агента
Після того по року провів у складі французького «Парі Сен-Жермена» та американського «Ді Сі Юнайтед», після чого в лютому 2009 року втретє в своїй кар'єрі повернувся у «Рівер Плейт».
Завершив професійну ігрову кар'єру 12 червня 2011 року в уругвайському клубі «Насьйональ», за який виступав протягом сезону 2010—11 років.

## Виступи за збірну
1994 року дебютував в офіційних матчах у складі національної збірної Аргентини в матчі проти збірної Чилі.
У 1996 році брав участь в Олімпійських іграх, де Аргентина дійшла до фіналу, в якому поступилася олімпійській збірній Нігерії.
У складі національної збірної був учасником розіграшу Кубка Конфедерацій 1995 року у Саудівській Аравії, де разом з командою здобув «срібло», розіграшу Кубка Америки 1995 року в Уругваї, розіграшу Кубка Америки 1997 року у Болівії, чемпіонату світу 1998 року у Франції та чемпіонату світу 2002 року в Японії і Південній Кореї.
Протягом кар'єри у національній команді, яка тривала 10 років, провів у формі головної команди країни 44 матчі, забивши 13 голів.

## Кар'єра тренера
Розпочав тренерську кар'єру відразу ж по завершенні кар'єри гравця, 29 червня 2011 року, очоливши тренерський штаб клубу «Насьйональ», в якому провів останній рік своєї ігрової кар'єри. У першому ж сезоні під керівництвом тренера-початківця команда з Монтевідео виграла чемпіонат Уругваю, після чого, утім Гальярдо її покинув.
6 червня 2014 року було оголошено, що Гальярдо став новим головним тренером одного з лідерів аргентинського футболу «Рівер Плейт». З командою, у якій Марсело свого часу починав шлях у великому футболі як гравець, він у перший же рік тренерської роботи здобув Південноамериканський кубок, а протягом наступних двох років додав до своїх тренерських трофеїв Кубок Лібертадорес (у 2015) та дві перемоги у Рекопі Південної Америки (у 2015 та 2016 роках). «Рівер Плейт» за Гальярдо отримав реноме кубкової команди — окрім міжнародних кубкових трофеїв його здобутки у перші роки роботи з командою також включали два Кубки Аргентини (у 2016 та 2017). При цьому у національному чемпіонаті «Рівер» Гальярдо протягом двох перших років фінішував дев'ятим і лише в сезоні 2016/17 нав'язав боротьбу «Бока Хуніорс», хоча врешті-решт поступився останнім і задовільнився другим місцем підсумкової турнірної таблиці.

## Статистика виступів

### Статистика клубних виступів
| Сезон                       | Команда                     | Чемпіонат                   | Чемпіонат | Чемпіонат | Національний кубок | Національний кубок | Національний кубок | Континентальні кубки | Континентальні кубки | Континентальні кубки | Інші змагання | Інші змагання | Інші змагання | Усього | Усього |
| Сезон                       | Команда                     | Ліга                        | Ігор      | Голів     | Ліга               | Ігор               | Голів              | Ліга                 | Ігор                 | Голів                | Ліга          | Ігор          | Голів         | Ігор   | Голів  |
| --------------------------- | --------------------------- | --------------------------- | --------- | --------- | ------------------ | ------------------ | ------------------ | -------------------- | -------------------- | -------------------- | ------------- | ------------- | ------------- | ------ | ------ |
| 1992-93                     | «Рівер Плейт»               | ПД                          | 4         | 0         | —                  | —                  | —                  | —                    | —                    | —                    | —             | —             | —             | 4      | 0      |
| 1993-94                     | «Рівер Плейт»               | ПД                          | 4         | 0         | —                  | —                  | —                  | —                    | —                    | —                    | —             | —             | —             | 4      | 0      |
| 1994-95                     | «Рівер Плейт»               | ПД                          | 23        | 3         | —                  | —                  | —                  | —                    | —                    | —                    | —             | —             | —             | 23     | 3      |
| 1995-96                     | «Рівер Плейт»               | ПД                          | 21        | 5         | —                  | —                  | —                  | —                    | —                    | —                    | —             | —             | —             | 21     | 5      |
| 1996-97                     | «Рівер Плейт»               | ПД                          | 24        | 4         | —                  | —                  | —                  | —                    | —                    | —                    | —             | —             | —             | 24     | 4      |
| 1997-98                     | «Рівер Плейт»               | ПД                          | 19        | 5         | —                  | —                  | —                  | —                    | —                    | —                    | —             | —             | —             | 19     | 5      |
| 1998-99                     | «Рівер Плейт»               | ПД                          | 14        | 1         | —                  | —                  | —                  | —                    | —                    | —                    | —             | —             | —             | 14     | 1      |
| 1999-00                     | «Монако»                    | Л1                          | 28        | 8         | КУ+КЛ              | ?                  | ?                  | КУЄФА                | 7                    | 0                    | СФ            | 1             | 0             | 36+    | 8+     |
| 2000-01                     | «Монако»                    | Л1                          | 26        | 6         | КФ+КЛ              | 5                  | 2                  | ЛЧ                   | 3                    | 0                    | —             | —             | —             | 34     | 8      |
| 2001-02                     | «Монако»                    | Л1                          | 22        | 3         | КФ+КЛ              | 5                  | 2                  | —                    | —                    | —                    | —             | —             | —             | 27     | 5      |
| 2002-03                     | «Монако»                    | Л1                          | 27        | 1         | КФ+КЛ              | 3                  | 1                  | —                    | —                    | —                    | —             | —             | —             | 30     | 2      |
| Усього за «Монако»          | Усього за «Монако»          | Усього за «Монако»          | 103       | 18        |                    | 13+                | 5+                 |                      | 10                   | 0                    |               | 1             | 0             | 127+   | 23+    |
| 2003-04                     | «Рівер Плейт»               | ПД                          | 15        | 4         | —                  | —                  | —                  | КС+КЛ                | 11                   | 3                    | —             | —             | —             | 26     | 7      |
| 2004-05                     | «Рівер Плейт»               | ПД                          | 25        | 6         | —                  | —                  | —                  | КС+КЛ                | 10                   | 3                    | —             | —             | —             | 35     | 9      |
| 2005-06                     | «Рівер Плейт»               | ПД                          | 23        | 11        | —                  | —                  | —                  | КС+КЛ                | 11                   | 3                    | —             | —             | —             | 34     | 14     |
| 2006-07                     | «Рівер Плейт»               | ПД                          | 14        | 4         | —                  | —                  | —                  | КС+КЛ                | 1                    | 1                    | —             | —             | —             | 15     | 5      |
| 2006-07                     | «Парі Сен-Жермен»           | Л1                          | 13        | 2         | КФ+КЛ              | 3+0                | 0                  | КУЄФА                | 3                    | 0                    | —             | —             | —             | 19     | 2      |
| 2007-08                     | «Парі Сен-Жермен»           | Л1                          | 9         | 0         | КФ+КЛ              | ?                  | ?                  | ЛЧ                   | 3                    | 0                    | —             | —             | —             | 12+    | 0+     |
| Усього за «Парі Сен-Жермен» | Усього за «Парі Сен-Жермен» | Усього за «Парі Сен-Жермен» | 22        | 2         |                    | 3+                 | 0+                 |                      | 6                    | 0                    |               | —             | —             | 31+    | 2+     |
| 2008                        | «Ді Сі Юнайтед»             | МЛС                         | 15        | 4         | КС                 | 1                  | 0                  | КЧ                   | 0                    | 0                    | —             | —             | —             | 16     | 4      |
| 2008-09                     | «Рівер Плейт»               | ПД                          | 10        | 3         | —                  | —                  | —                  | КС+КЛ                | 4                    | 1                    | —             | —             | —             | 14     | 4      |
| 2009-10                     | «Рівер Плейт»               | ПД                          | 18        | 4         | —                  | —                  | —                  | КС                   | 1                    | 0                    | —             | —             | —             | 19     | 4      |
| Усього за «Рівер Плейт»     | Усього за «Рівер Плейт»     | Усього за «Рівер Плейт»     | 214       | 50        |                    |                    |                    |                      | 38                   | 11                   |               |               |               | 252    | 61     |
| 2010-11                     | «Насьйональ»                | ПД                          | 12+1      | 3         | —                  | —                  | —                  | КЛ                   | 2                    | 0                    | —             | —             | —             | 15     | 3      |
| Усього за кар'єру           | Усього за кар'єру           | Усього за кар'єру           | 366+1     | 77        |                    | 17+                | 5+                 |                      | 56                   | 11                   |               | 1             | 0             | 441+   | 93+    |

### Збірна
| Збірна Аргентини | Збірна Аргентини | Збірна Аргентини |
| Роки             | Ігри             | Голи             |
| ---------------- | ---------------- | ---------------- |
| 1994             | 2                | 0                |
| 1995             | 11               | 5                |
| 1996             | 0                | 0                |
| 1997             | 8                | 5                |
| 1998             | 9                | 0                |
| 1999             | 4                | 0                |
| 2000             | 2                | 1                |
| 2001             | 5                | 2                |
| 2002             | 1                | 0                |
| 2003             | 2                | 0                |
| Всього           | 44               | 13               |

## Титули і досягнення

### Як гравець
- Чемпіон Аргентини (6):

«Рівер Плейт»: 1993A, 1994A, 1996A, 1997К, 1997A, 2004К
- Чемпіон Франції (1):

«Монако»: 1999-00
- Володар Суперкубка Франції (1):

«Монако»: 2000
- Володар Кубка французької ліги (2):

«Монако»: 2002-03
«Парі Сен-Жермен»: 2007-08
- Володар Кубка Лібертадорес (1):

«Рівер Плейт»: 1996
- Володар Суперкубка Лібертадорес (1):

«Рівер Плейт»: 1997
Збірні
- Срібний олімпійський призер: 1996
- Переможець Панамериканських ігор: 1995

### Як тренер
«Насьйональ»
- Чемпіон Уругваю: 2011/12

«Рівер Плейт»
- Південноамериканський кубок: 2014
- Володар Кубка банку Суруга: 2015
- Рекопа Південної Америки: 2015, 2016, 2019
- Кубок Лібертадорес: 2015, 2018
- Кубок Аргентини з футболу: 2016, 2016/17, 2019
- Суперкубок Аргентини: 2017, 2019
- Чемпіон Аргентини: 2021

### Особисті
- Найкращий гравець чемпіонату Франції: 1999-00